# Benzinidazol
El benznidazol o benzinidazol, N-bencil-2-(2-nitroimidazol-1-il)acetamida (DCI) es, al igual que el nifurtimox, un agente antiparasitario empleado en el tratamiento de la enfermedad de Chagas. Inicialmente comercializado por Hoffman-La Roche como Rochagan y Radanil, su producción quedó descontinuada posteriormente. Sin embargo, existe en la actualidad una iniciativa público-privada a través del Laboratorio Elea en Argentina tendiente a la elaboración del medicamento bajo el nombre comercial Abarax.
El 29 de agosto de 2017, la Administración de Alimentos y Fármacos de Estados Unidos (FDA, por sus siglas en inglés) aprobó la solicitud de nuevo fármaco para el benznidazol del Grupo Chemo, a través de la filial norteamericana de Exeltis. Se trata del primer medicamento aprobado por la FDA para tratar la enfermedad de Chagas.
Este gran avance fue posible gracias a la labor conjunta de la Fundación Mundo Sano, las compañías del Grupo Insud y la Iniciativa Medicamentos para Enfermedades Olvidadas (DNDi).
La enfermedad de Chagas o tripanosomiasis americana es una infección parasitaria causada por el Trypanosoma cruzi, y puede transmitirse por diferentes vías, incluyendo el contacto con las heces de un determinado insecto, las transfusiones de sangre o de la madre al hijo durante el embarazo. Años después de la infección, la enfermedad puede acarrear padecimientos cardiacos graves, así como afectar la deglución y la digestión. Aunque la enfermedad de Chagas afecta más que nada a personas que viven en zonas rurales de Latinoamérica, cálculos recientes indican que puede haber aproximadamente 300.000 personas en los Estados Unidos que la padecen.
“La FDA tiene el compromiso de hacer que haya opciones terapéuticas seguras y eficaces disponibles para el tratamiento de enfermedades tropicales”, señaló el Dr. Edward Cox, M.D., director de la Oficina de Productos Antimicrobianos del Centro de Evaluación e Investigación de Medicamentos de la FDA.
La seguridad y eficacia del benzinidazol quedó establecida en dos ensayos clínicos con control de placebo en pacientes pediátricos de 6 a 12 años de edad. En el primero, aproximadamente el 60 por ciento de los niños tratados con benzinidazol presentó un cambio en la prueba de detección de anticuerpos, de positivo a negativo, en comparación con cerca del 14 por ciento de los que recibieron el placebo. Los resultados del segundo ensayo fueron similares: aproximadamente el 55 por ciento de los niños tratados con benzinidazol presentó un cambio en la prueba, de positivo a negativo, en comparación con el 5 por ciento de los que recibieron el placebo. Un estudio adicional sobre la seguridad y la farmacocinética (cómo el cuerpo absorbe, distribuye y elimina el fármaco) del benzinidazol en pacientes pediátricos de entre 2 y 12 años de edad aportó información para las recomendaciones de dosificación desde los 2 años de edad.
Efectos indeseables: Los efectos adversos más frecuentemente asociados con la administración de benznidazole son erupciones y trastornos gastrointestinales como la náusea. A veces hay neuropatía periférica después del tratamiento prolongado. Desde los años 1980 junto con el nifurtimox, la OMS lo tiene entre los medicamentos esenciales.